# Боснійський банат
Боснійський банат або Боснійська бановина (серб. Бановина Босна/Босɖɴскɖ бɖɴоvнɴɖ, хорв. Banovina Bosna) — середньовічне державне утворення, яке формально було васалом угорського короля.

## Передісторія
За даними візантійського імператора Костянтина Багрянородного, серби з'явилися на Балканах у 1-й половині VII століття. Вони зайняли території сучасних Сербії, Чорногорії, Боснії і Хорватії. Після переселення на Балканський півострів першими територіальними об'єднаннями у сербів, як і у більшості південних слов'ян, були жупи. Жупи зазвичай займали райони, обмежені течією річок або горами. Їхніми центрами були укріплені поселення або міста. Як адміністративні територіальні одиниці жупи в подальшому стали міцною основою Сербської держави. Однак візантійці всі ці землі назвали «склавінії». Після розселення слов'ян на Балканах у візантійських джерелах з'являються відомості про безліч склавіній від Салонік до Константинополя, а пізніше і про склавінії, розташовані вище міст на далматинському узбережжі.

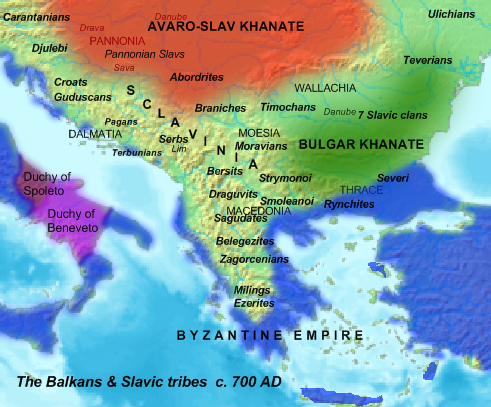
Розселення південнослов'янських племен в 700 році

Через деякий час після переселення на Балкани серби сформували кілька великих общин, які потім стали державними утвореннями. Між річками Цетіна і Неретва розташовувалося Неретвлянское князівство, яке візантійці називали Паганія. Їй належали і острови Брач, Хвар і Млєт. Область між Неретва і Дубровником називалася Захумлє. Землі від Дубровника до Бока-Которської затоки займали Травунія і Конавле. На південь, до річки Бояни, простягалася Дукля, яку пізніше стали називати Зетою. Між річками Сава, Врбас і Ібар була Рашка, а між річками Дрина і Босна — Боснія. На територіях Боснії і Рашки виникла перша сербська держава — сербське князівство династії Властимировичів.
Незабаром після переселення слов'ян на Балканський півострів стали створюватися і політичні союзи сусідніх жуп на чолі з князями або банами (у Боснії). Посади жупанів, князів і банів поступово ставали спадковими і закріплювалися за окремими заможними і впливовими родами. Постійна боротьба і військові зіткнення
цих порівняно дрібних спілок вели до створення більших територіальних об'єднань. Всі ці політичні утворення перебували під верховною владою Візантії. Але їхня залежність від імперії була невеликою і зводилася до сплати данини. Визнаючи верховну владу Візантії, серби фактично були самостійними
у політичному відношенні.
Розпад сербського князівства в середині X століття призвів до поступового переходу сербських земель, в тому числі і Боснії, під владу Візантії. Відразу після смерти сербського князя Часлава Клонимировича жупи Боснії стали самостійними. У 968 році захопив Боснію хорватський король Михайло Крешимир II, однак через кілька років візантійці вибили війська з Боснії та включили її до складу своєї імперії. У 1025 році помер візантійський імператор Василь, що дозволило сербським жупам і державним утворенням, у тому числі Боснії, Рашці і Дуклі, стати незалежними.
В XI столітті центром сербської державності стала Дукля, яка в 1082—1085 рр. приєднала і частину Боснії. Її баном був призначений якийсь Стефан. Однак об'єднання сербських земель під владою Дуклі носило тимчасовий характер і не привело до економічної і політичної консолідації окремих областей, до зміцнення центральної влади. Землі, що входили до складу Дуклянского королівства, продовжували жити самостійним життям. Місцеві князі, жупани і великі феодали були у них повними господарями і лише номінально підкорялися владі королів. Постійна боротьба серед феодалів і членів правлячої династії, особливо загострилася на початку XII століття, послаблювала державне єдність сербів. Незабаром після смерті Бодина (1099 рік), а можливо і раніше, від Дуклі відпали Травунія, Захумлє, Боснія і Рашка. При цьому Боснія деякий час формально була самостійною, однак протягом першої половини XII століття поперемінно потрапляла в залежність від Угорщини і Візантії та її історичний розвиток у подальшому пішов самостійним шляхом.

## Історія
Титул «бан Боснії» (спочатку чисто номінальний) угорський король Бела II створив у 1136 році для свого малолітнього сина Ласло. В реальності ні Угорщина, ні Візантія не мали особливої влади над цим периферійним гірським регіоном, і місцеві правителі користувалися значною автономією. В 1154 році боснійським баном став Борич, який привів війська, щоб разом з Белошом (угорською палатином і хорватським баном) атакувати візантійців в Браничево. У 1166 році візантійський імператор Мануїл I Комнін відвоював Боснію в угорців і призначив баном Куліна. Проте вже в 1183 році Кулин разом з угорським королем Білої III, великим жупаном Рашки Стефаном Неманей і правителем Захумья Мирославом Завидовичем воював проти Візантії, знову ставши угорським васалом.
Під час правління Куліна з'явився перший, що дійшов до наших днів документ на боснійської кирилиці — «Повелья бана Куліна». Також в цей час починаються тертя, пов'язані з Боснійської церквою. У 1203 році Вукан Неманич звинуватив Куліна в єресі і офіційно звернувся до римського Папи. Кулину вдалося врятувати Боснію від хрестового походу, виставивши себе правовірним католиком.
Після смерті Куліна в 1204 році йому успадковував його син Стефан. В 1232 році його скинули богоміли, посадивши на трон Матея Нинослава, що викликало тертя з Рашкой. У 1234 році угорський король Андраш II віддав Боснійська банат своєму синові Коломану. Тим часом законний спадкоємець боснійського трону усорский князь Сибислав (син зміщеного Стефана) почав атакувати Матея Нинослава, сподіваючись забрати Боснію собі. В 1233 році папським легатом був відсторонений від посади єпископ Володимир, що обіймав кафедру в Дьяковаре (сучасний хорватський Джаково) через обертання в єресь. Новим єпископом Дьяковара був призначений Йоганн фон Wildeshausen, паралельно він очолював кафедру Калочи. Папа визнав Коломана законним правителем Боснії, і в 1235 році в Боснії вторглись хрестоносці, ведені Коломаном і фон Вильдесхаузеном, однак на їх сторону встав тільки Сибислав, а всі інші підтримали Матея Нинослава. З сусідів, однак, Боснію підтримала тільки Рагузька республіка, Сербія ж не наважилася псувати відносини з Угорщиною і папою, тому в 1240 році Матей Нинослав видав указ про взяття Разузької республіки під захист у разі нападу на неї сербського короля Стефана Владислава. Коломан передав титул бана Боснії далекому родичу Матея Нинослава — Приїзд.
У 1241 році до Угорщини вторглися монголи. Коломан був змушений повернутися з військами і взяти участь в битві на річці Шайо. Матей Нинослав скористався моментом і відновив контроль над Боснією, змусивши Приїзду тікати в Угорщину. В 1244 році він втрутився в розгорталась в Хорватії громадянську війну між Трогиром і Сплітом, прийнявши сторону Спліта. У 1248 році Матей Нинослав, попросивши архієпископа з Угорщини, зумів врятувати країну від нового хрестового походу.
У 1250 році Матей Нинослав помер, і його сини стали боротися за владу, але втрутився угорський король Бела IV, який посадив на боснійський трон Приїзду. Приїзду почав жорстоко викорінювати боснійську церква. У 1254 році Боснія приєдналася до війни Угорщини проти Сербії і зайняла Захумье, але за мирним договором довелося повернути цю область Сербії.
Після смерті Приїзди в 1287 році банатом стали правити його сини Приїзду II і Котороман, що розділили країну між собою, але в 1290 році Приїзду II помер, Боснія і знову об'єдналася. Котороман став засновником династії Котороманичей, чиї нащадки правили Боснією аж до кінця XIV століття.
В 1290 році був убитий угорський король Ласло IV Половець, і почалася боротьба за угорський престол. Спочатку трон зайняв Андраш III з династії Арпадів, але сестра вбитого Ласло — Марія Неаполітанська — пред'явила свої права на престол, а потім передала їх синові Карлу Мартеллу Анжуйському, ці претензії були підтримані римським папою Миколою IV. На території Угорського королівства на бік Анжуйської династії став Павло I Шубич, оголосив себе в 1293 році баном Хорватії. Так як Павло Шубич був одружений з дочкою Стефана Драгутина Урсулою, то сімейні зв'язки змусили боснійського бана Стефана Котороманича підтримати коронацію Карла Мартелла. Щоб збільшити свій вплив, Карл Мартелл видав велику кількість указів, що роздають землі Котороманича дрібним дворянам. В результаті Павло Шубич позбавив Стефана Котороманича влади в Боснії. У 1312 році він помер, і «господарем всієї Боснії» став його син Младен II Шубич. Коли в 1314 році помер Стефан I, його вдова Єлизавета вирішила втекти разом з дітьми в Рагузьку республіку.
У Младена II було багато противників як всередині країни, так і за її межами, і поступово він прийшов до думки зробити своїм намісником у Боснії сина покійного Стефана I, який був би прийнятний для боснійської знаті, ніж Младен. У 1320 році баном Боснії став Стефан II Котроманич. У 1322 році Младен II був заарештований королем, і Стефан II став правити без щільного стороннього контролю. Його правління пройшло у війнах з хорватськими князями, а також з сусідньої Сербією.
Після смерті Стефана II в 1353 року баном Боснії став його 15-річний племінник Твртко I, який в 1377 році прийняв королівський титул.